# Cesiomaggiore
Cesiomaggiore is een gemeente in de Italiaanse provincie Belluno (regio Veneto) en telt 4122 inwoners (31-12-2004). De oppervlakte bedraagt 82,2 km², de bevolkingsdichtheid is 50 inwoners per km².

## Geografie
Cesiomaggiore ligt aan de Piave aan de voet van de Dolomieten. De gemeente ligt op 12 km van Feltre en 18 km ten westen van Belluno. Cesiomaggiore grenst aan de gemeenten Feltre, Gosaldo, Lentiai, Mezzano (TN), Sagron Mis (TN), San Gregorio nelle Alpi, Santa Giustina, Sospirolo, Transacqua (TN).

## Demografie
Cesiomaggiore telt ongeveer 1652 huishoudens. Het aantal inwoners steeg in de periode 1991-2001 met 1,9% volgens cijfers uit de tienjaarlijkse volkstellingen van ISTAT.
| Jaar | Inwoneraantal |
| ---- | ------------- |
| 1991 | 4007          |
| 2001 | 4084          |

Agordo · Alano di Piave · Alleghe · Alpago · Arsiè · Auronzo di Cadore · Belluno · Borca di Cadore · Calalzo di Cadore · Canale d'Agordo · Castellavazzo · Cencenighe Agordino · Cesiomaggiore · Chies d'Alpago · Cibiana di Cadore · Colle Santa Lucia · Comelico Superiore · Cortina d'Ampezzo · Danta di Cadore · Domegge di Cadore · Falcade · Feltre · Fonzaso · Forno di Zoldo · Gosaldo · La Valle Agordina · Lamon · Lentiai · Limana · Livinallongo del Col di Lana · Longarone · Lorenzago di Cadore · Lozzo di Cadore · Mel · Ospitale di Cadore · Pedavena · Perarolo di Cadore · Pieve di Cadore · Ponte nelle Alpi · Quero Vas · Rivamonte Agordino · Rocca Pietore · San Gregorio nelle Alpi · San Nicolò di Comelico · San Pietro di Cadore · San Tomaso Agordino · San Vito di Cadore · Santa Giustina · Santo Stefano di Cadore · Sappada · Sedico · Selva di Cadore · Seren del Grappa · Sospirolo · Soverzene · Sovramonte · Taibon Agordino · Tambre · Trichiana · Vallada Agordina · Valle di Cadore · Vigo di Cadore · Vodo di Cadore · Voltago Agordino · Zoldo Alto · Zoppè di Cadore